# Mano Negra Illegal
Mano Negra Illegal est un album sorti en 2001 sur Big Mama Records qui rend hommage à la Mano Negra à travers vingt reprises par des groupes s'en réclamant influencés :

## Liste des titres
| No  | Titre                   | Auteur                                          | Durée |
| --- | ----------------------- | ----------------------------------------------- | ----- |
| 1.  | Señor Matanza           | Ska-P                                           | 3:35  |
| 2.  | Sidi 'h' Bibi           | Flor del Fango + Arnaud Samuel (Louise Attaque) | 3:25  |
| 3.  | Mala Vida               | Yuri Buenaventura                               | 4:29  |
| 4.  | Soledad                 | Les Caméléons                                   | 2:35  |
| 5.  | La Ventura              | Les Ogres de Barback                            | 3:34  |
| 6.  | King Kong Five          | Freedom For King Kong                           | 3:46  |
| 7.  | Bala Perdida            | Big Mama                                        | 4:34  |
| 8.  | Indios de Barcelona     | Skunk                                           | 2:34  |
| 9.  | Salga la Luna / El Jako | M'Panada                                        | 4:12  |
| 10. | Machine Gun             | GrimSkunk                                       | 3:17  |
| 11. | Out of Time Man         | Maximum Kouette                                 | 4:03  |
| 12. | Noche de Acción         | Marcel et son orchestre                         | 2:56  |
| 13. | It's My Heart           | Rude Boy System                                 | 4:08  |
| 14. | Patchuko Hop            | Les Fils de Teuhpu                              | 3:54  |
| 15. | Guayaquil City          | Fermin Muguruza                                 | 4:04  |
| 16. | Bring the Fire          | Kanjar'Oc                                       | 4:20  |
| 17. | Mme Oscar               | Grave de Grave                                  | 4:19  |
| 18. | Junky Beat              | Percubaba                                       | 2:55  |
| 19. | Love and Hate           | Les Hurlements d'Léo                            | 2:30  |
| 20. | Ronde de Nuit           | La Ruda Salska                                  | 3:17  |

La pochette représente une caisse en bois avec des traces noires de mains (en espagnol Mano Negra signifie « main noire » et fait référence au mouvement anarchiste espagnol), comme pour une cargaison « illégale ». Le titre de la compilation est une allusion à la chanson Clandestino de Manu Chao où figuraient les mots « Mano Negra illegal ».